# Torneo Guillermo García-Huidobro

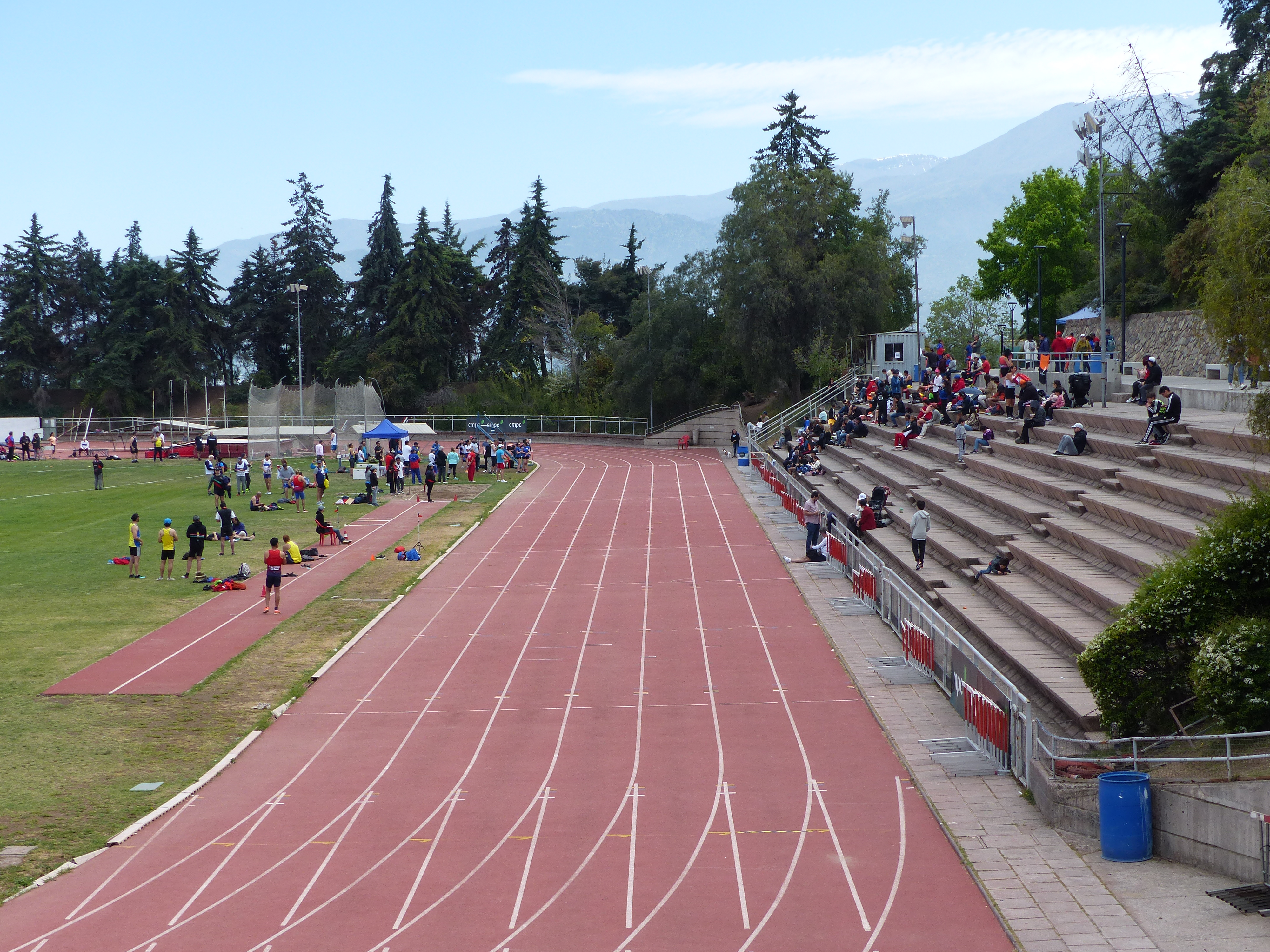
Pista Eliana Gaete Lazo en San Carlos de Apoquindo.

El Torneo Guillermo García-Huidobro es una competencia de atletismo organizada por el Club Atlético Santiago. Se realiza desde 1961. Su nombre rinde homenaje al destacado atleta chileno Guillermo García-Huidobro, quien llegó a conseguir tres títulos sudamericanos y récords a nivel continental, tanto en 800 como en 1500 metros. Se disputa una vez por temporada y es uno de los torneos reconocidos por la Federación Atlética de Chile, la cual contempla el certamen en su programación.

## Hitos
En el torneo han participado atletas destacados a nivel nacional e internacional, como Isidora Jiménez, que en 2012 logró el récord chileno juvenil y sub-23 de los 400 metros  compitiendo en el Guillermo García-Huidobro de ese año. En 2015, Valentina Salazar logró el récord nacional juvenil de lanzamiento de jabalina. En 2021, Javiera Contreras batió el récord de Chile sub-23 de salto con garrocha.

## Historial
A continuación se reseñan las ediciones disputadas desde 1961. En los años 1964, 1966, 1968 y 2020 no se realizó el torneo.
| Año  | Campeón                   | Sede                                         |
| ---- | ------------------------- | -------------------------------------------- |
| 1961 | Atlético Santiago (1)     | Estadio Nacional (coliseo)                   |
| 1962 | Atlético Santiago (2)     | Estadio Universidad Técnica del Estado       |
| 1963 | Atlético Santiago (3)     | Estadio Nacional (coliseo)                   |
| 1965 | Atlético Santiago (4)     | Estadio Nacional (coliseo)                   |
| 1967 | Stade Français (1)        | Estadio Nacional (coliseo)                   |
| 1969 | Atlético Santiago (5)     | Estadio Nacional (coliseo)                   |
| 1970 | Stade Français (2)        | Estadio Nacional (coliseo)                   |
| 1971 | Atlético Santiago (6)     | Estadio Nacional (coliseo)                   |
| 1972 | Stade Français (3)        | Estadio Nacional (coliseo)                   |
| 1973 | Atlético Santiago (7)     | Estadio Nacional (coliseo)                   |
| 1974 | Stade Français (4)        | Estadio Nacional (coliseo)                   |
| 1975 | Stade Français (5)        | Estadio Nacional (coliseo)                   |
| 1976 | No informado              | Estadio Nacional (coliseo)                   |
| 1977 | Stade Français (6)        | Estadio Nacional (coliseo)                   |
| 1978 | Stade Français (7)        | Estadio Nacional (coliseo)                   |
| 1979 | Stade Français (8)        | Estadio Nacional (coliseo)                   |
| 1980 | Universidad de Chile (1)  | Estadio Nacional (coliseo)                   |
| 1981 | Universidad de Chile (2)  | Estadio Nacional (coliseo)                   |
| 1982 | Universidad de Chile (3)  | Estadio Nacional (coliseo)                   |
| 1983 | Stade Français (9)        | Estadio Nacional (coliseo)                   |
| 1984 | Stade Français (10)       | Estadio Nacional (coliseo)                   |
| 1985 | Universidad de Chile (4)  | Estadio Nacional (coliseo)                   |
| 1986 | Universidad de Chile (5)  | Estadio Nacional (rekortán)                  |
| 1987 | Universidad de Chile (6)  | Estadio Nacional (coliseo)                   |
| 1988 | Universidad Católica (1)  | Estadio Nacional (coliseo)                   |
| 1989 | Universidad Católica (2)  | Estadio Nacional (coliseo)                   |
| 1990 | Universidad Católica (3)  | Estadio Nacional (coliseo)                   |
| 1991 | Universidad Católica (4)  | Estadio Nacional (rekortán)                  |
| 1992 | Universidad Católica (5)  | Estadio Nacional (rekortán)                  |
| 1993 | Universidad Católica (6)  | Estadio Nacional (rekortán)                  |
| 1994 | Stade Français (11)       | Estadio Nacional (rekortán)                  |
| 1995 | Universidad Católica (7)  | Estadio Nacional (rekortán)                  |
| 1996 | Universidad Católica (8)  | Estadio Nacional (rekortán)                  |
| 1997 | Colo-Colo (1)             | Estadio Nacional (coliseo)                   |
| 1998 | Universidad Católica (9)  | Estadio Nacional (coliseo)                   |
| 1999 | Universidad Católica (10) | Estadio Nacional (coliseo)                   |
| 2000 | Universidad Católica (11) | Saint George's                               |
| 2001 | Universidad Católica (12) | Saint George's                               |
| 2002 | Universidad de Chile (7)  | Saint George's                               |
| 2003 | Universidad Católica (13) | Estadio Nacional (coliseo)                   |
| 2004 | Universidad de Chile (8)  | Estadio Manquehue                            |
| 2005 | Universidad Católica (14) | Complejo Eliana Gaete Lazo                   |
| 2006 | Universidad Católica (15) | Complejo Eliana Gaete Lazo                   |
| 2007 | Universidad Católica (16) | Estadio Nacional (coliseo)                   |
| 2008 | Universidad Católica (17) | Complejo Eliana Gaete Lazo                   |
| 2009 | Universidad Católica (18) | Complejo Eliana Gaete Lazo                   |
| 2010 | Atlético Santiago (8)     | Escuela Militar                              |
| 2011 | Universidad Católica (19) | Estadio Manquehue                            |
| 2012 | Universidad Católica (20) | Estadio Nacional (coliseo)                   |
| 2013 | Universidad Católica (21) | Mario Recordón                               |
| 2014 | Universidad Católica (22) | Mario Recordón                               |
| 2015 | Universidad Católica (23) | Estadio Manquehue                            |
| 2016 | Atlético Santiago (9)     | Mario Recordón                               |
| 2017 | Universidad Católica (24) | Estadio Manquehue                            |
| 2018 | Universidad Católica (25) | Estadio Manquehue                            |
| 2019 | Atlético Santiago (10)    | Mario Recordón                               |
| 2021 | Sin información           | Complejo Eliana Gaete Lazo                   |
| 2023 | Universidad Católica (26) | Estadio Manquehue Complejo Eliana Gaete Lazo |
| 2024 | Universidad Católica (27) | Mario Recordón                               |

## Palmarés
| Club                 | Títulos |
| -------------------- | ------- |
| Universidad Católica | 27      |
| Stade Français       | 11      |
| Atlético Santiago    | 10      |
| Universidad de Chile | 8       |
| Colo-Colo            | 1       |